# خانه صیفور قاسمی
خانه صیفور قاسمی مربوط به دوره قاجار است و در اصفهان، خیابان مسجدحکیم ـ کوچه حکیم داوود واقع شده و این اثر در تاریخ ۲۴ بهمن ۱۳۷۵ با شمارهٔ ثبت ۱۸۴۳ به‌عنوان یکی از آثار ملی ایران به ثبت رسیده‌است.